# هری بنز
هری بنز (انگلیسی: Harry Benns؛ زادهٔ ۱۳ ژانویهٔ ۲۰۰۰) بازیکن فوتبال اهل بریتانیا است.
از باشگاه‌هایی که در آن بازی کرده‌است می‌توان به باشگاه فوتبال استافورد رانجرز اشاره کرد.